# Félix Martí Alpera
Félix Martí Alpera (El Cabañal, Valencia, 1875 - Barcelona, 1946)  fue un educador, humanista, pedagogo y estudioso español. 
Fue padre del médico y escritor Félix Martí Ibáñez.
Martí Alpera cursó el Magisterio en la Escuela Normal de Valencia. Luego se perfecciona en Madrid y es designado maestro normal, en Lorca a la edad de 22 años. Posteriormente en 1889 se afinca en Cartagena por los próximos 22 años, allí primero es director de la Escuela Graduada San Fulgencio y luego de la Casa del Niño la cual ayuda a crear en 1919. A partir de  1920 ejerce en la Escuela Normal de Valencia y unos años después en la de Barcelona. En la Escuela Normal de Barcelona fue director de los Grupos Escolares del Patronato Municipal de Baixeras y Pere Vila.
Al finalizar la Guerra Civil en 1939, fue destituido y depurado, apartado de la escuela, su nombre y su obra fueron silenciados y marginados por el régimen franquista.

## Legado
En Cartagena, Martí Alpera, junto con Enrique Martínez Muñoz impulsan la creación de las Escuelas Graduadas, ello es producto de la inspiración de Alpera luego del viaje que realiza en 1902 por Europa interiorizándose de los distintos sistemas educativos en boga. Alpera es un exponente de un pequeño grupo de profesores de escuelas normales, directores de escuelas graduadas, y maestros que abogaron por la incorporación en el sistema educativo español de nuevas prácticas pedagógicas.
Los resultados de mayor relevancia de su accionar fueron: a) el poner la enseñanza en España a tono con las prácticas educativas en el resto de Europa y, b) desarrollar y darle dignidad a la profesión de maestro y profesor en España.

## Obras
Martí Alpera fue un escritor prolífico, publicó 500 libros. Entre los que se destacan:
- Por las Escuelas de Europa (1904)
- Joyas literarias (1906)
- Las escuelas rurales (1911)